# Heinrich Ludwig Philippi
Pour les articles homonymes, voir Philippi.
 (juillet 2025).
Heinrich Ludwig Philippi (né le 9 juin 1838 à Clèves, mort le 16 septembre 1874 à Düsseldorf) est un peintre prussien de scènes historiques, appartenant à l'École de peinture de Düsseldorf.

## Biographie
Après avoir terminé ses études secondaires en 1857 à Elberfeld, Heinrich Ludwig Philippi fait, avec la claire intention de devenir peintre, un voyage d'étude à Berlin, Francfort et Dresde. Le directeur de l'académie de Dresde Eduard Bendemann, avec qui il est parent éloigné (le cousin de sa tante Ella Friedlander), l'encourage à aller à Düsseldorf. Il étudie à partir de mai 1857 à l'Académie des beaux-arts de Düsseldorf avec Wilhelm Sohn, neveu de Karl Ferdinand Sohn, la peinture auprès de Adolph Schroedter et fréquente les classes d'architecture de Rudolf Wiegmann et d'histoire de l'art antique de Carl Müller. À Munich, il étudie avec Karl von Piloty et en 1865/66 de façon indépendante à Rome, où il travaille avec Anselm Feuerbach. Sa formation artistique est interrompue à plusieurs reprises comme pour la conscription (1859).

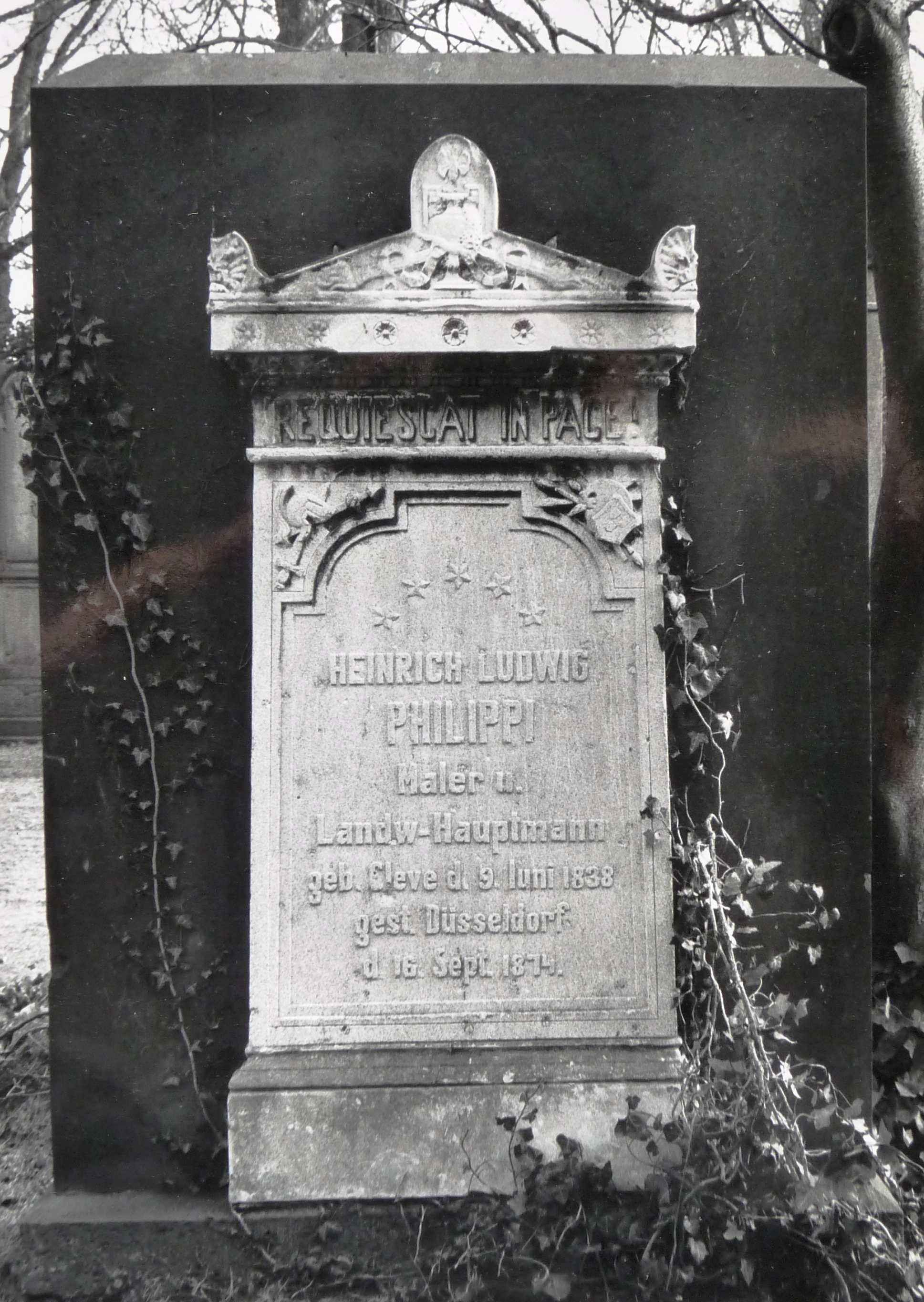
Tombe de Heinrich Ludwig Philippi

Le 9 juillet 1866, il est blessé à la bataille de Sadowa, mais légèrement et reste dans l'armée. De cette période il fait de nombreux carnets de croquis. En 1870-1871, il est blessé et fait prisonnier à Wesel. Après avoir été malade de la tuberculose, il meurt en 1874 à Düsseldorf et est enterré dans le cimetière de Golzheimer.

## Famille
Heinrich Ludwig Philippi est un fils du président du tribunal régional Johann Friedrich Hector Philippi à Elberfeld.
Malgré une interdiction du père, il épouse Marie Bendemann, la fille du recteur Eduard Bendemann et la nièce de Wilhelm von Schadow. En 1868, il se marie avec Elisabeth Jordan, la nièce du peintre Rudolf Jordan. Il n'aura pas d'enfants.
Son frère cadet, Friedrich Philippi, deviendra directeur des archives à Münster.